# Cratere Puccini
Puccini è un cratere da impatto sulla superficie di Mercurio.
Il cratere è dedicato al compositore italiano Giacomo Puccini.